# 中央シベリア高原
中央シベリア高原（ちゅうおうシベリアこうげん、ロシア語: Среднесиби́рское плоского́рье）とは、シベリアのエニセイ川とレナ川の間にある高原である。
面積は約350万km²、最高地点はプトラナ台地の1701mである。
大陸性気候で、長く非常に寒い冬と、短いがかなり温暖な夏が特徴である。
大部分はベニマツ、カラマツを中心とした針葉樹のタイガに覆われており、クロテン、ヘラジカ、ヒグマ、ヨーロッパアナグマ、ユーラシアカワウソ、オオヤマネコなどが生息している。主な河川はニジニャヤ・ツングースカ川やポドカメンナヤ・ツングースカ川である。西部には急流、更に西側のエニセイ川沿岸一帯には氷河平野、湿地と緩やかな河川が多く、「中央シベリア自然保護区」としてユネスコの生物圏保護区に指定されている。
この高原は地質学的にはシベリア・トラップとして知られている。これは2億5000万年から2億5100年前、ペルム紀と三畳紀の間（P-T境界参照）に起こった巨大火山活動で大量の溶岩が流れて形成された火成岩の台地（巨大火成岩岩石区、Large igneous province）である。トラップとはスウェーデン語で階段を意味する「trappa」から来ており、段のような形の丘が続くことから名付けられている。石炭、鉄鉱石、金、ダイヤモンド、天然ガスなどの鉱物資源が非常に豊富である。